# Křesťanský existencialismus
Křesťanský existencialismus je filosoficko-teologický směr, který se svým specifickým způsobem staví ke křesťanské teologii a jehož kořeny nalézáme v díle dánského filosofa Sørena Kierkegaarda (1813 – 1855). Dalšími významnými představiteli jsou například teologové Karl Barth, Rudolph Bultmann, Paul Tillich nebo John Macquarrie. Zařadit sem můžeme i francouzské filosofy Gabriela Marcela, Emmanuela Mounier a Pierra Boutanga, ale i Němce Karla Jasperse nebo ruské filosofy Nikolaje Berdjajeva a Lva Šestova.

## Hlavní představitelé a jejich myšlenky

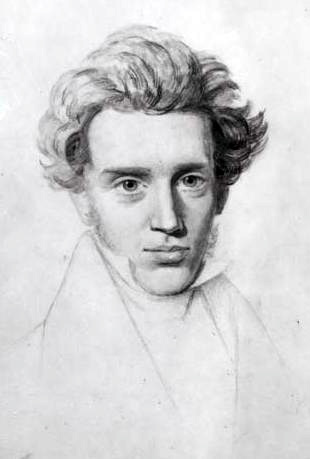
Søren Kierkegaard

Kierkegaard volá po návratu zpět k ryzejší podobě křesťanství, přičemž ideálem je rané křesťanství prvních století po Kristově smrti. Po Milánském ediktu se křesťanství zpopularizovalo, a to je právě moment, kdy – podle tohoto směru – se křesťanství začíná zvrhávat a značně se odklání od původního poselství milosti, pokory a lásky.
Pro Kierkegaarda je také důležité pojetí Boha a Lásky. Mezi tyto dva pojmy dává rovnítko, čili když člověk miluje, vlastně tím dosahuje na duchovní, božský aspekt. Individuum je pak sloučeninou božského (nekonečného) a pozemského (konečného) prvku, a pokud není nekonečný prvek plně realizován, pak individuum zakouší zoufalství.
Toto zoufalství vede ke krizi, kterou nemůže rozhodnout rozum (racionalita) a jsme tak nuceni udělat skok víry, kdy čelíme strachu ze špatného rozhodnutí, nicméně abychom mohli skutečně žít, musíme tento skok víry podstoupit. Pro některé teology skok víry znamená úplně se oprostit od sebe sama a plně se dát Bohu – důvěřovat spíše Bohu, než vlastnímu rozumu.
Tuto perspektivu vidíme nejzřetelněji ve spisech Karla Bartha, protestantského teologa, který patří mezi ty, jež nejvíce rozvíjeli Kierkegaardovy náboženské záměry a může na něj být pohlíženo jako na výchozího autora výslovně křesťanského existencialismu dvacátého století. Podle Bartha nám úzkost a zoufalství, které zažíváme uprostřed existenciální krize, ukazuje realitu nekonečného Boha.
Racionální důvody pro teologii a snaha postihnout božské zjevení rozumově je podle Bartha marná. Racionální odůvodnění víry prostě neexistuje. Existencialistická apologetika vychází z toho, že křesťanská víra je odůvodnitelná proto, že uspokojuje určité emocionální a duchovní potřeby. Argument tak vypadá takto.
- 1. Člověk má určité existenciální potřeby
- 2. Víra v Boha tyto potřeby uspokojuje
- 3. Víra v Boha je ospravedlnitelná[3]

Mnoho existencialistických témat v křesťanské teologii lze nalézt i v práci Rudolfa Bultmanna, teologa, který tvrdil, že Nový zákon zprostředkovává skutečně existencialistickou zprávu, která byla ztracena nebo přikryta v průběhu staletí. Co se musíme naučit z textu je myšlenka, že máme na výběr mezi tím žít „autenticky“ (kdy čelíme vlastním limitům, včetně naší smrtelnosti) a tím, žít „nepravě“ (kdy jsme zaleknuti zoufalstvím a smrtelností).
Bultmann, spíše než na Kierkegaarda, spoléhal na Martina Heideggera a to takovým způsobem, že někteří kritici tvrdili, že Bultmann líčí Ježíše Krista jako předzvěst Heideggera.
Možná nejznámějším z křesťanských existencialistů byl Gabriel Marcel. Marcel své myšlení váže na konkrétní existenciální akty, jako je důvěra, víra a láska. Při jejich vykonávání se otevírá skutečnost člověka. Nad tuto skutečnost ještě člověk zakouší sebe sama jako toho, kdo má účast na tajemství univerzálního bytí. Pohrouží-li se člověk do tohoto tajemství (za předpokladu, že jde cestou osobní lásky), otevře se před ním zkušenost smyslu u Boha.
Existence je tak mým vlastním tajemstvím, jež mě beze zbytku pohlcuje. Akty vnitřního sebepoznání vedou člověka k pravdě. „Člověk je poutníkem zahleděným do stále se měnících obrazů svého nitra. Tento dynamický proud vnitřního života rozhoduje o tom, že existence není stavem, nýbrž procesem věčné obnovy, stálým rozením.“

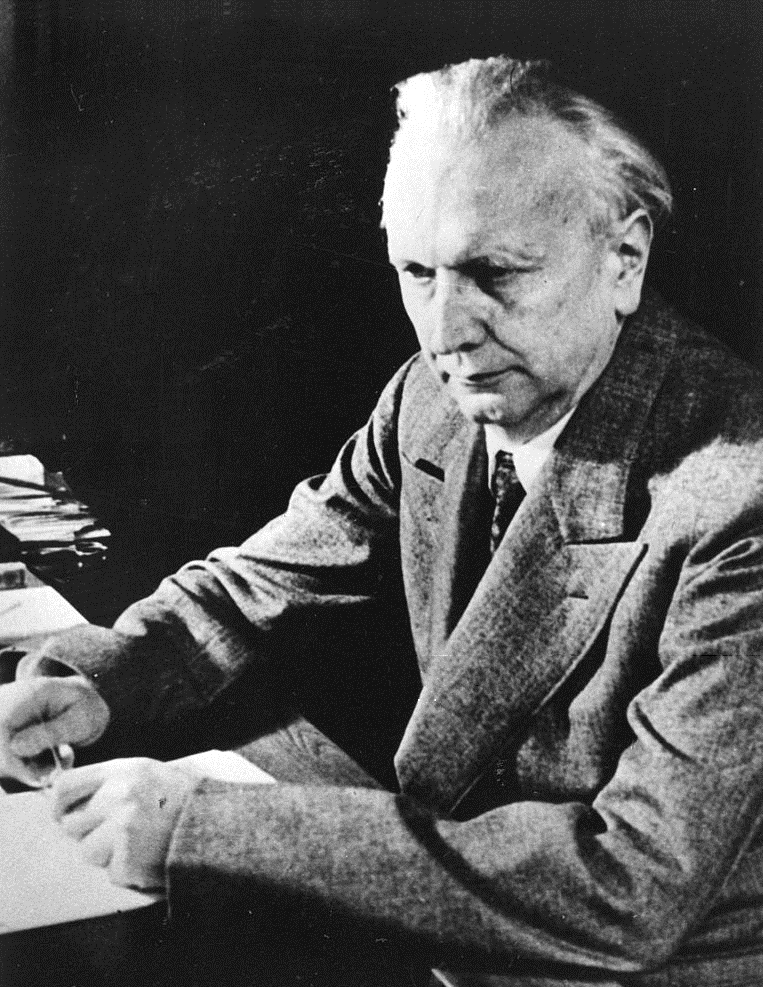
Karl Jaspers

Dalším významným křesťansky orientovaným existencialistou byl Karl Jaspers. Jaspers ve své filozofii používá pojem šifra. Šifrou se stává Bůh a můžeme ji spatřit v mezních situacích a ve smrti, která je posledním ztroskotáním. Tuto šifru máme za úkol odhalit. Podle Ivana Blechy se Jaspers zaměřoval na zjištění hranic dosavadního poznání a rozkrytí tzv. „mezních situací“, ve kterých lze nalézt šifry pro „obemykajícího“. Obemykající je vlastně univerzálním polem bytí (ne „nad“ či „za“ světem, ale v něm) a zahrnuje všechny „složky“ našeho poznání a všechny stavy, v nichž se nalézáme my i věci kolem nás. O platnost transcendentna se opírá Dasein, které znamená naše tělesné a časové jsoucno. Dasein lze vyjádřit zkušeností já jsem zde. Šifry pak podávají o obemykajícím zprávu.
Křesťanský existencialismus se setkal se značným ohlasem, který zapříčinila obecná kulturní atmosféra před válkami, mezi nimi i po nich. Heinrich Schmidinger vysvětluje, že jako celá existenciální filozofie se i ten křesťanský díky neostrému vymezení pojmu existence rozštěpil do několika proudů. Nejdůležitějším se stal ten, který chápal lidskou existenci jako jedincovo přesahování směrem k tajemství bytí, resp. Boha, ale zároveň existencí rozuměl nezaměnitelně jedinečný a konkrétní život jednotlivého člověka.
Základními charakteristikami křesťanského existencialismu tak je: důležitost osobní krize vedoucí k hlubší víře, osobní chápání Boha, ocenění iracionální víry nad pokusy pochopit Boha skrze intelekt a důrazu na střetnutí s Biblí.

## Bible
Křesťanský existencialismus klade důraz na osobní střetávání s Biblí, která spíše než že je Božím slovem, se Božím slovem stává vždy při každém novém setkání se čtenářem či posluchačem. Nejde tady tudíž o střetávání člověka a textu, ale spíše o střetávání dvou osob – člověka a Boha. Text je jen nástrojem, prostředníkem tohoto střetnutí.
Dalším aspektem, který je Písmem nesen, je také to, jak se může – prostřednictvím Písma – člověk nově pochopit. Písmo nejen, že poskytuje prostor pro setkání s Bohem, ale také přímo působí na sebepochopení člověka, které se může při zmiňovaném setkání měnit.
Křesťanský existencialismus se také často odkazuje na to, co nazývá nepřímým stylem Kristova učení, které považuje za výrazný a důležitý aspekt. Pointa toho, co Kristus říká, je často nevyřčená. Kristus podle křesťanského existencialismu mluví v podobenstvích, aby umožňoval každému jednotlivci čelit pravdě sám.
Kristovi jsou často kladeny otázky, na které on odpovídá podobenstvím, ale na konci tohoto podobenství otázku vrátí tazateli. Dobře patrné je to na příkladu příběhu o milosrdném Samaritánovi. Ježíš má odpovědět na otázku „kdo je můj bližní“. Místo toho rozvijí příběh o muži napadeném a zbitém zloději, kterému nepomůže ani kněz, ani lévita jdoucí okolo. Soucit pohne jen Samařana, který jej ošetří a postará se i o to, aby se zotavil v hostinci, kde za něj zaplatí. Po tomto příběhu Kristus položí otázku zpět. „Kdo z těch tří, myslíš, byl bližní tomu, který upadl mezi lupiče?“ Ježíš tak dává tazateli šanci, aby problém sám pochopil a vyrovnal se s ním.